# Pihlajavesi (kommun)
För övriga betydelser, se Pihlajavesi
Pihlajavesi var en kommun i Mellersta Finlands län. Kommunen slogs samman med grannkommunen Keuru den 1 januari 1969. Kommunen hade vid sammanslagningen cirka 1 800 invånare och en yta (landareal) på cirka 416 km².

## Historia

### Församlingen

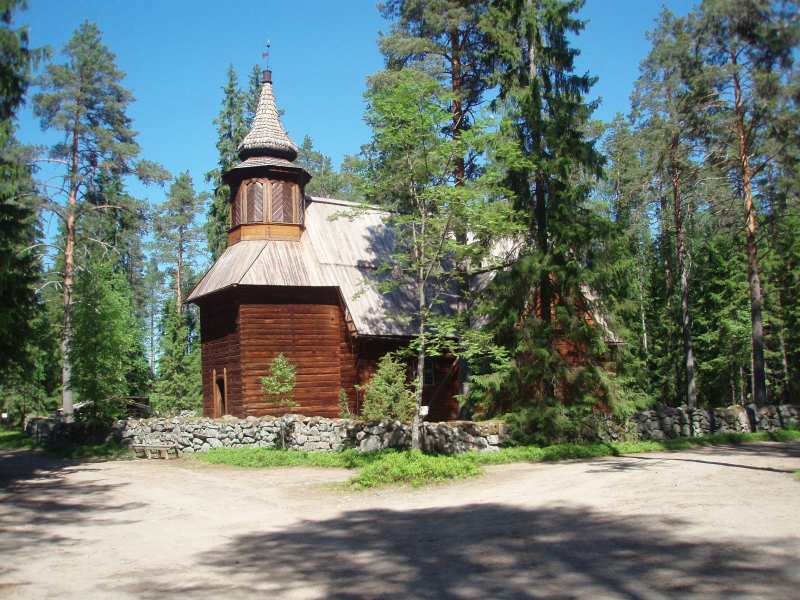
Ödemarkskyrkan i Pihlajavesi.

1782 uppgavs Pihlajavesi bönehusförsamling vara underställd Keuru församling. 1831 blev Pihlajavesi en kapellförsamling, fortfarande underställd Keuru. 1895 blev församlingen självständig, men den förste kyrkoherden tillträdde ämbetet först 1910. Vid kommunsammanslagningen med Keuru år 1969 bildade församlingarna en kyrklig samfällighet. 1995 upphörde självständigheten genom grundandet av Pihlajavesi kapellförsamling, underställd Keuru församling.
Gamla kyrkan el. ödemarkskyrkan i Pihlajavesi planerades av Matti Åkerblom och den färdigställdes 1781. Kyrkan användes fram till 1870, då den nya kyrkan togs i bruk. Nya kyrkan planerades dels av intendenten Ernst B. Lohrmann och dels av arkitekten Ludvig Isak Lindqvist. Byggherre var Lauri Heikki Kuorikoski, men församlingen var tvungen att ta in en ny byggherre, då länsarkitekten Carl Axel Setterberg inte gav sitt godkännande vid slutgranskningen. Den nye byggherren från Östermyra (nuvarande Seinäjoki), Herman S. Björkqvist, slutförde kyrkobygget och kyrkan invigdes år 1871. Altartavlan "Kristus på korset" målades 1881 av Amanda Kjellberg.

## Kultur

### Kommunvapnet
Olof Eriksson ritade kommunvapnet. Det togs i bruk år 1960.

### Kända personer från Pihlajavesi
- Hannes Laine, dragspelare
- Heikki Nurmio, krigshistoriker, militär
- Matti Raivio, längdåkare

### Fotnoter
1. ↑  Mitä Missä Milloin 1969, Kustannusosakeyhtiö Otava, Helsingfors 1968
2. ↑   (på finska och svenska) ( PDF) Kommuner och kommunbaserade indelningar 2015. Finlands officiella statistik. Helsingfors: Statistikcentralen. 2015. sid. 64 (69 i pdf:en). ISBN 978–952–244–528–5. https://www.doria.fi/bitstream/handle/10024/103646/yksk28_201500_2015_net.pdf?sequence=1&isAllowed=y. Läst 10 april 2023
3. ↑  Mitä Missä Milloin 1964, Kustannusosakeyhtiö Otava, Helsingfors 1963
4. ↑  Iso Tietosanakirja 10, Kustannusosakeyhtiö Otava, Helsingfors 1936
5. ↑  Keuruun seurakunta Toiminta - Pihlajaveden kappeliseurakunta Arkiverad 11 mars 2009 hämtat från the Wayback Machine.
6. ↑  finnica.fi Keski-Suomen kirkot: Pihlajavesi Arkiverad 13 september 2007 hämtat från the Wayback Machine.
7. ↑  Mitä Missä Milloin 1968, Kustannusosakeyhtiö Otava, Helsingfors 1967